# Jan Vokoun
Jan Vokoun (* 2. August 1887 in Prag; † unbekannt) war ein böhmisch-tschechoslowakischer Radrennfahrer.

## Sportliche Laufbahn
Vokoun war im Straßenradsport aktiv. Er war Teilnehmer der Olympischen Sommerspiele 1912 in Stockholm für Böhmen. Im olympischen Straßenrennen kam er nicht ins Ziel. Die Mannschaft Böhmens mit Bohumil Rameš, Václav Tintěra, Bohumil Kubrycht, František Kundert und Jan Vokoun kam nicht in die Mannschaftswertung im Straßenrennen.